# Đình Quan Đình
Đình Quan Đình nằm trong cụm di tích đình-chùa Quan Đình, hiện nay thuộc địa phận thôn Quan Đình, xã Văn Môn, huyện Yên Phong, tỉnh Bắc Ninh. Ngôi đình nằm ở giữa làng, dựng theo hướng tây-nam, xung quanh là khu dân cư đông đúc, cũng như bao ngôi đình khác, đình Quan Đình là một công trình kiến trúc mang tính chất tín ngưỡng dân gian, được dựng lên thờ Đức Thánh Tam Giang và thần Cao Sơn. Với những giá trị về lịch sử và kiến trúc nghệ thuật, đình được Bộ Văn hoá Thông tin Việt Nam xếp hạng vào ngày 18/1/1988 số 28/VH-QĐ.

## Kiến trúc
Đình Quan Đình khởi thủy chỉ gồm 1 toà Đại đình hình chữ Nhất được dựng vào niên hiệu Cảnh Hưng thứ 34 (1773) tức năm Quý Tỵ. Đến thời nhà Nguyễn, niên hiệu Minh Mạng thứ 18 (1837), đình được tu sửa (dấu vết hiện còn được lưu ở cột cái gian giữa Đại đình) và tiếp tục xây thêm ống muống và Hậu cung. Do vậy, hiện nay mặt bằng tổng thể đình được kết cấu hình chữ "Công" (bao gồm: Đại đình, ống muống, Hậu cung).
Với kích thước 10,9 x 26,0 mét, chính điện có năm gian, hai cánh bên, một tầng, bốn lớp mái và sáu hàng cột. Được xây dựng ban đầu vào năm 1773, đình Quán Đình đã được cải tạo nhiều lần nhưng vẫn bảo tồn được phần lớn kiến trúc ban đầu. Cấu trúc của nó bao gồm các thanh xà chạm khắc, bảy hiên và mái ngói truyền thống, phản ánh sự khéo léo của thiết kế ban đầu.

## Thánh Tam Giang
Theo truyền thuyết thánh Tam Giang: Ngày xưa ở làng Vân Mẫu, thành phố Bắc Ninh có một người con gái tên là Phùng Từ Nhan. Năm 18 tuổi, Từ Nhan chiêm bao thấy thần Long từ trên trời hạ xuống quấn mình trên sông Lục Đầu, sau đó bà mang thai 14 tháng và sinh hạ được cái bọc 5 con: 4 trai 1 gái. Do là con trời ban cho nên bà lấy họ Trương của Ngọc Hoàng đặt cho các con là Trương Hống, Trương Hát, Trương Lừng, Trương Lẫy và Trương Đạm Nương. Thời gian sau đó, Ngọc Hoàng sai Lã Tiên Ông xuống trần dạy văn võ cho 5 người con tại bãi Tràng Học gần nhà Cổ Trạch. Năm an hem đều văn võ song toàn, lớn lên hưởng ứng lời kêu gọi của Triệu Việt Vương, họ xung phòng làm tướng tiến đánh giặc Lương ở đầm Dạ Trạch và giành thắng lợi lớn. Trương Hống được phong tướng trấn giữ làng Tiên Tảo (Sóc Sơn, Hà Nội), Trương Hát được phong tướng trấn giữ làng Tam Lư (Từ Sơn, Bắc Ninh).
Khi Triệu Quang Phục lên ngôi vua, Lý Phật Tử  đã đem quân đánh lại nhưng không thắng, bèn dùng kế cầu hôn gả con. Trương Hống và Trương Hát đã can Triệu Việt Vương nhưng Vua không nghe nên bị mắc mưu rồi bị đánh bại. Lý Phật Tử đoạt được ngôi vua, biết các ông là tướng tài giỏi bèn cho người mời ra làm quan. Song các ông nhất lòng trung quân, mắng lại rằng: "Tôi trung chẳng thờ hai vua, huống hồ hắn là kẻ vong ơn bội nghĩa?" Biết không thể khuất phục được, Lý Phật tử lệnh truy bắt các ông khắp nơi. Các ông biết không thoát được liền tự vẫn ở dòng sông Cầu để giữ trọn tấm lòng trung với vua. Ngọc Hoàng Thượng đế cảm thương đã sắc phong Trương Hống, Trương Hát làm thần sông. Nhân dân 372 làng dọc theo sông Cầu và các nơi hai ông từng đóng quân đánh giặc đều thương tiếc, lập đền thờ làm Thần. Các triều đại nhà Ngô, Đinh, Lê, Lý sau đó được âm phù giữ yên bờ cõi nên đều phong anh em họ Trương là Đức thánh Tam Giang - đại vương thượng đẳng thần. Thánh Tam Giang còn gắn liền với huyền thoại ra đời tác phẩm Nam quốc sơn hà, bản tuyên ngôn độc lập đầu tiên của người Việt.

## Thần Cao Sơn
Thần Cao Sơn hay Cao Sơn đại vương được thờ ở đình Quan Đình là Thần Cao Sơn thời Hùng Vương thứ nhất. Đây cũng là vị thần được thờ ở đình Kim Liên ở Hà Nội, một trong Thăng Long tứ trấn và đền Cao Sơn ở Hoa Lư tứ trấn Ninh Bình. Thần Cao Sơn là một trong 50 người con theo mẹ Âu Cơ lên núi, được phong chức Lạc tướng Vũ Lâm, cai quản vùng núi phía Tây Ninh Bình. Đền thờ chính của thần ở huyện Phụng Hóa, nay là đền Láo ở xã Văn Phú, Nho Quan, Ninh Bình. Vị thần này có công phù trợ quân Lê Tương Dực diệt được Uy Mục, sau được dân làng Kim Liên rước về thờ và được phong là Cao Sơn đại vương trấn phía Nam kinh thành. Ở Ninh Bình, thần Cao Sơn được thờ ở nhiều di tích thuộc vùng núi Nho Quan - Tam Điệp và là vị thần trấn trạch phía tây Hoa Lư tứ trấn.
Theo như thần phả các đền thờ Cao Sơn ở Ninh Bình như: đền Núi Hầu (Yên Thắng -Yên Mô), đền Quảng Phúc (Yên Phong - Yên Mô), đền Quèn Thờ (Đông Sơn - Tam Điệp), đền Láo (Văn Phú, Nho Quan), đền Sơn Thần (Gia Thủy - Nho Quan), Đình Hương Thịnh (Phú Lộc, Nho Quan), đền Vô  Hốt (Lạc Vân, Nho Quan), miếu Cao Sơn, (Kỳ Phú, Nho Quan), đền Gối Đại (Ninh Hải Hoa Lư) và đền Cao Sơn (khu núi chùa Bái Đính) thì Cao Sơn đại vương là Lạc tướng Vũ Lâm (tức vùng núi phía tây Ninh Bình ngày nay nên còn được gọi là vị thần tây trấn Hoa Lư tứ trấn), con thứ 17 vua Lạc Long Quân, khi vâng mệnh vua anh (Hùng Vương thứ nhất) đi tuần từ vùng Nam Lĩnh đến vùng Thiên Dưỡng, đã tìm ra một loài cây thân có bột dùng làm bánh thay bột gạo, lấy tên mình đặt tên cho cây là Quang lang (dân địa phương vẫn gọi là cây quang lang hay cây búng báng). Thần đã dạy bảo và giúp đỡ người dân làm ăn sinh sống đồng thời bảo vệ khỏi các thế lực phá hoại vì vậy đã được nhân dân lập nhiều đền thờ.